# Blarians
Blarians [blaʁjɑ̃] ist eine französische Gemeinde mit 55 Einwohnern (Stand: 1. Januar 2022) im Département Doubs in der Region Bourgogne-Franche-Comté.

## Geographie
Blarians liegt auf 240 m, etwa 23 Kilometer nordöstlich der Stadt Besançon (Luftlinie). Das Dorf erstreckt sich auf einer Anhöhe am Rand der Talniederung des Ognon gegenüber von Beaumotte-Aubertans, in der leicht gewellten Landschaft im äußersten Nordwesten des Département Doubs.
Die Fläche des nur 0,89 km² großen Gemeindegebiets umfasst einen Abschnitt des Ognon-Tals. Begrenzt wird das Gebiet auf drei Seiten (im Norden, Westen und Süden) vom Flusslauf des Ognon, der hier mit großen Schleifen durch eine flache Talniederung fließt, die rund einen Kilometer breit ist. Ehemalige Kies- und Sandgruben im Tal wurden mit Wasser gefüllt. Vom Flusslauf erstreckt sich das Gemeindeareal nach Osten über die breite Talaue bis auf eine Anhöhe, auf der mit 267 m die höchste Erhebung von Blarians erreicht wird.
Nachbargemeinden von Blarians sind Beaumotte-Aubertans im Norden, Germondans im Osten sowie La Barre im Süden und Westen.

## Geschichte
Im Mittelalter gehörte Blarians zur Herrschaft Granges, die seit dem 14. Jahrhundert den Grafen von Montbéliard unterstand. Zusammen mit der Franche-Comté gelangte das Dorf mit dem Frieden von Nimwegen 1678 definitiv an Frankreich. Heute gehört Blarians zum Gemeindeverband Doubs Baumois.

## Bevölkerung
| Jahr                       | 1962 | 1968 | 1975 | 1982 | 1990 | 1999 | 2008 | 2016 |
| Einwohner                  | 26   | 35   | 39   | 57   | 47   | 42   | 47   | 59   |
| Quellen: Cassini und INSEE |      |      |      |      |      |      |      |      |

Mit 55 Einwohnern (Stand 1. Januar 2022) gehört Blarians zu den kleinsten Gemeinden des Département Doubs. Während des gesamten 20. Jahrhunderts bewegte sich die Einwohnerzahl stets im Bereich zwischen 20 und 57 Personen.

## Wirtschaft und Infrastruktur
Blarians war bis weit ins 20. Jahrhundert hinein ein vorwiegend durch die Landwirtschaft (Ackerbau, Obstbau und Viehzucht) geprägtes Dorf. Noch heute leben die Bewohner zur Hauptsache von der Tätigkeit im Primärsektor. Außerhalb des primären Sektors gibt es nur wenige Arbeitsplätze im Dorf. Einige Erwerbstätige sind Auspendler, die in den umliegenden größeren Ortschaften ihrer Arbeit nachgehen.
Die Ortschaft liegt abseits der größeren Durchgangsstraßen an einer Departementsstraße, die von Rigney nach Beaumotte-Aubertans führt. Der nächste Anschluss an die Autobahn A36 befindet sich in einer Entfernung von ungefähr zwölf Kilometern.